# Octomeria peruviana
Octomeria peruviana är en orkidéart som beskrevs av David Edward Bennett och Eric Alston Christenson. Octomeria peruviana ingår i släktet Octomeria och familjen orkidéer. Inga underarter finns listade i Catalogue of Life.